# Irena Krzywicka
Irena Krzywicka, nata Goldberg, (Enisejsk, 28 maggio 1899 – Bures-sur-Yvette, 12 luglio 1994) è stata una scrittrice e traduttrice polacca.
Lottò per i diritti delle donne e promosse l'educazione sessuale, la contraccezione e la genitorialità pianificata. 

## Biografia

### Primi anni
Krzywicka nacque in una famiglia di ebrei polacchi intellettuali di sinistra. I suoi genitori erano attivisti socialisti esiliati in Siberia, dove nacque Irena. Suo padre Stanisław Goldberg era un medico e sua madre era una dentista. Durante l'esilio, il padre di Irena sviluppò la tubercolosi e morì tre anni dopo il loro ritorno in Polonia. Irena fu allevata da sua madre, un'amante della letteratura polacca, in uno spirito di tolleranza e razionalismo. 
Nel 1922 Krzywicka si laureò in polacco all'Università di Varsavia. Non terminò la sua tesi di dottorato a causa di un conflitto con il suo supervisore. Durante la sua permanenza all'università pubblicò il suo primo saggio intitolato Kiść bzu (Uno spruzzo di lilla). 
Nel 1923 sposò Jerzy Krzywicki, figlio del sociologo e attivista per i diritti delle donne Ludwik Krzywicki. La coppia decise di intrattenere una relazione aperta. Subito dopo il matrimonio, Krzywicka si recò in Corsica con il suo amante Walter Hasenclever, famoso poeta e drammaturgo tedesco. Credeva che il suo matrimonio fosse felice ed ebbe due figli, Piotr e Andrzej. 

### Attività femministe

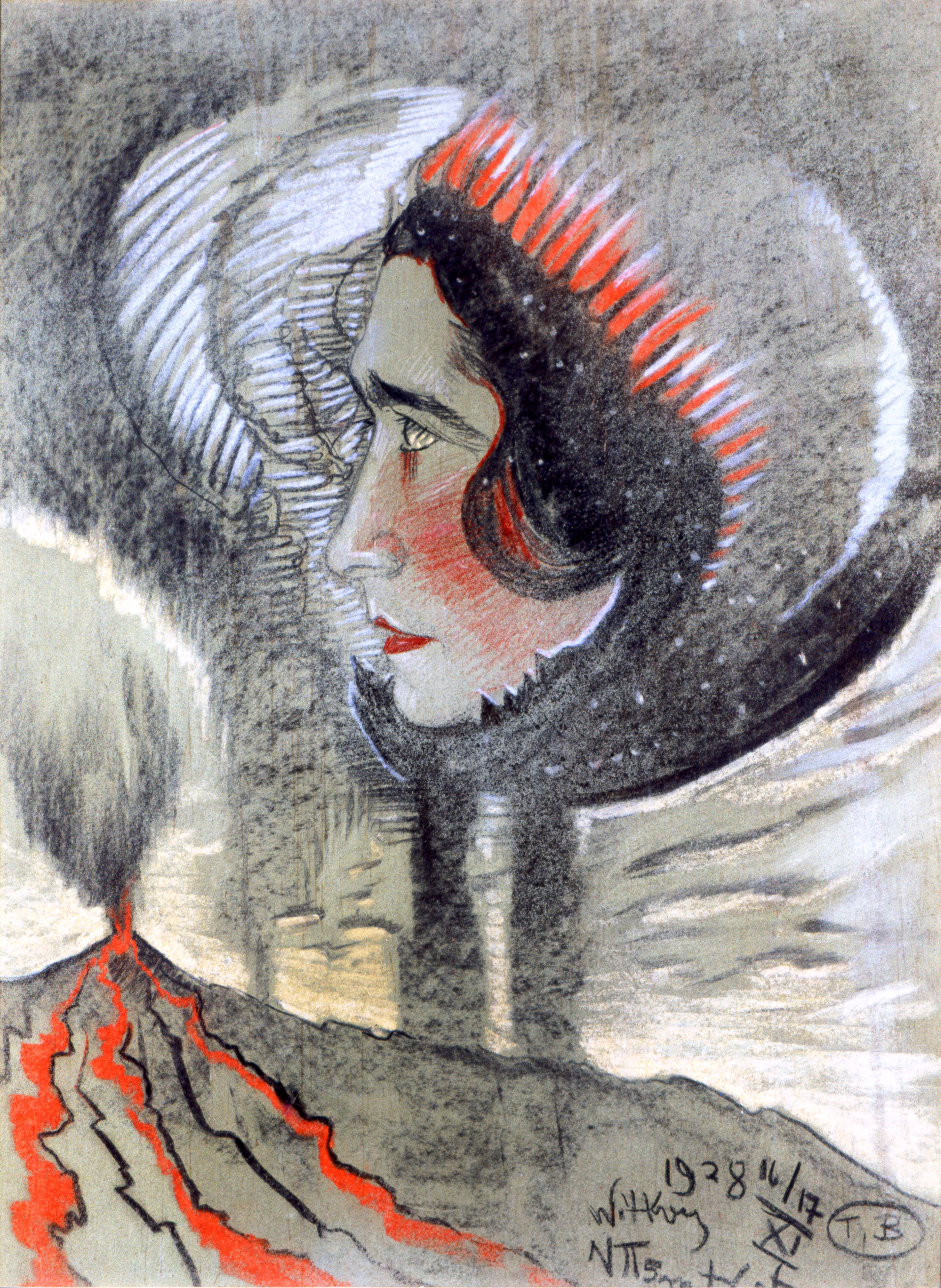
Ritratto di Irena Krzywicka di Witkacy, 1928

Krzywicka fu autrice di diversi romanzi e tradusse opere di H. G. Wells, Max Frisch e Friedrich Dürrenmatt. L'incontro con Tadeusz Żeleński si rivelò un momento cruciale della sua vita: si innamorarono e divennero amanti. Il lavoro di Krzywicka sulla diffusione della conoscenza sull'educazione sessuale e sul controllo delle nascite la rese la femminista più famosa della Polonia prebellica. Era considerata una donna di scandalo mentre parlava di aborto, sessualità delle donne e omosessualità. 
Krzywicka e Żeleński fondarono una clinica a Varsavia che forniva informazioni gratuite sulla genitorialità programmata. Fu attaccata da attivisti di destra, che la accusavano di "danneggiare la nazione", e da scrittori liberali come Jan Lechoń, Maria Dąbrowska e Jarosław Iwaszkiewicz, che si opposero alla predominanza di temi sessuali nelle sue opere. 

### Seconda guerra mondiale ed emigrazione
Durante la seconda guerra mondiale e l'occupazione della Polonia, Krzywicka dovette rimanere nascosta sotto falso nome in quanto ebrea. Aiutò l'esercito locale nelle attività di resistenza. In questo periodo perse suo marito (probabilmente ucciso nel massacro di Katyn'), Żeleński (assassinato a Leopoli) e il figlio Piotr.
Tra il 1945 e il 1946 lavorò presso l'ambasciata polacca a Parigi. Visse a lungo a Bures-sur-Yvette, dove morì. Nel 1992 pubblicò la sua famosa autobiografia intitolata Wyznania gorszycielki (Confessioni di una donna scandalosa).

## Opere
- Pierwsza krew ('The First Blood'), Towarzystwo Wydawnicze "Rój", Warszawa 1933; since 1948 entitled Gorzkie zakwitanie ('Bitter Blooming'), reissued by Wydawnictwo Krytyki Politycznej, Warszawa 2008, ISBN 978-83-61006-30-5
- Sekret kobiety ('A Woman's Secret'), Towarzystwo Wydawnicze "Rój", Warszawa 1933
- Sąd idzie, reportaże sądowe ('The Court is Coming', court reports), Towarzystwo Wydawnicze "Rój", 1935, reissue "Czytelnik", Warszawa 1998 ISBN 83-07-02657-1
- Zwycięzka samotność. Kobieta szuka siebie ('Victorious Loneliness. A Woman in Search of Herself'), Towarzystwo Wydawnicze "Rój", Warszawa 1935
- Co odpowiadać dorosłym na drażliwe pytania ('How to Answer Thorny Questions from Adults'), essays, Towarzystwo Wydawnicze "Rój", 1936
- Ucieczka z ciemności ('Escape from Darkness'), novels, 1939
- Tajemna przemoc ('Secret Violence'), Wydawnictwo Awir, Katowice 1947
- Skuci i wolni ('Shackled and Free'), novels
- Rodzina Martenów ('The Marten Family'), Czytelnik, Warszawa 1947
- Bunt Kamila Martena ('The Rebellion of Kamil Marten'), Czytelnik, Warszawa 1948
- Siew przyszłości ('The Sowing of the Future'), Czytelnik, Warszawa 1953
- Dzieci wśród nocy ('Children at Night'), Czytelnik, Warszawa 1948
- Dr Anna Leśna ('Dr. Anna Leśna'), Czytelnik, Warszawa 1951
- Żywot uczonego. O Ludwiku Krzywickim ('The Life of a Scientist. About Ludwik Krzywicki'), Państwowy Instytut Wydawniczy, Warszawa 1951
- Wichura i trzciny ('The Gale and the Reeds'), Nasza Księgarnia, Warszawa 1959
- Wielcy i niewielcy ('The Great Ones and the Not So Great Ones'), memoirs, Czytelnik, Warszawa 1960
- Mieszane towarzystwo. Opowiadania dla dorosłych o zwierzętach ('A Mixed Company. Stories for Adults about Animals'), Czytelnik, Warszawa 1961, reissued 1997, ISBN 83-07-02574-5
- Miłość... małżeństwo... dzieci... ('Love... Marriage... Children...'), essays published in 1950–1962, Iskry, Warszawa 1962
- Wyznania gorszycielki ('Confessions of a Scandalous Woman'), autobiography, Czytelnik, Warszawa 1992, ISBN 83-07-02261-4
- Kontrola współczesności. Wybór międzywojennej publicystyki społecznej i literackiej z lat 1924 - 1939 ('Control of Contemporary Times. A Selection from Interwar Social and Literary Journalism, 1924–1939'), ed. Agata Zawiszewska, Wydawnictwo Feminoteki, Warszawa 2008, ISBN 978-83-924783-4-8